# Da lontano (Alice)
Da lontano è un brano musicale della cantante italiana Alice in duetto con il cantante italiano Luca Carboni. È il secondo singolo estratto il 9 gennaio 2015 dall'album Weekend del 2014.

## Il brano
Il testo e la musica sono stati scritti da Alice e Francesco Messina. 
La versione originale del brano (cantata solo da Alice) era stata pubblicata come bonus track nei cd singoli di Open your eyes e di I' am a taxi, rispettivamente del 1998 e del 1999.

## Tracce
Download digitale
1. Da lontano (con Luca Carboni)